# Calvin Fowler
Calvin Bernard Fowler Sr (ur. 11 lutego 1940 w Pittsburghu, zm. 5 marca 2013 w Burlington) – amerykański koszykarz, występujący na pozycji rozgrywającego, mistrz olimpijski z 1968.

## Osiągnięcia
Na podstawie, o ile nie zaznaczono inaczej.
AAU
- Mistrz AAU (1964, 1967)
- Zaliczony do I składu AAU All-American (1967, 1968)

Drużynowe
- Zdobywca Pucharu FIBA Intercontinental (1967–1969)

Reprezentacja
- Mistrz:
  - olimpijski (1968)[2]
  - igrzysk panamerykańskich (1967)[3]